# Bovitrigla acanthomoplate
Bovitrigla acanthomoplate is een straalvinnige vissensoort uit de familie van de ponen (Triglidae). De wetenschappelijke naam van de soort is voor het eerst geldig gepubliceerd in 1938 door Fowler.